# Tetrastichus ovipransus
Tetrastichus ovipransus is een vliesvleugelig insect uit de familie Eulophidae. De wetenschappelijke naam is voor het eerst geldig gepubliceerd in 1917 door Crosby & Leonard.